# Михайловська сільська рада (Аургазинський район)
Миха́йловська сільська рада (рос. Михайловский сельский совет) — муніципальне утворення у складі Аургазинського району Башкортостану, Росія. Адміністративний центр — присілок Михайловка.

## Населення
Населення — 892 особи (2019, 1098 в 2010, 1200 в 2002).

## Склад
До складу поселення входять такі населені пункти:
| Населений пункт      | Населення, осіб (2002) | Населення, осіб (2010) |
| -------------------- | ---------------------- | ---------------------- |
| Кушкуль, присілок    | 65                     | 58                     |
| Михайловка, присілок | 273                    | 267                    |
| Мурадим, присілок    | 862                    | 773                    |